# Ozero Tarangul
Ozero Tarangul är en saltsjö i Kazakstan.   Den ligger i oblystet Nordkazakstan, i den norra delen av landet, 400 km nordväst om huvudstaden Astana. Arean är 27,2 kvadratkilometer.